# Sigismund Ferdinand Hartmann
Sigismund Ferdinand Hartmann (* 28. Oktober 1632 in Wien; † 17. Juni 1681 in Prag) war ein Theologe und Mathematiker des 17. Jahrhunderts.

## Leben
1647 wurde Hartmann Angehöriger des Ordens der Jesuiten, wurde zum Priester geweiht und erwarb den Doktortitel in Theologie. Er lebte danach kurze Zeit in Brünn und wurde Professor der Mathematik an der Universität Breslau. Von 1664 bis 1667 lehrte er in Olmütz an der heutigen Palacký-Universität Olomouc. Danach wurde Hartmann Professor der Theologie an der Karls-Universität Prag, wurde 1678 Dekan und Senior der philosophischen Fakultät. In Prag lehrte er auch Geometrie und Mathematik und wurde der „Böhmische Euklid“ genannt. Die meisten seiner in lateinischer Sprache geschriebenen Werke gingen verloren.
Hartmann war bekannt dafür, dass er jedes Jahr eine geometrische Aufgabe stellte. Im September 1679 stellte er die Frage, wer die Fläche eines gleichwinkeligen Dreiecks verdoppeln könne. Diese Frage inspirierte den Angehörigen der Ordensgemeinschaft der Piaristen und Bekannten des Vordenkers der Aufklärung Gottfried Wilhelm Leibniz Augustin Thomas Sackl (Sakl, Säckel) (1646–1717), ab 1697 Professor für Philosophie und Mathematik am Piaristenkolleg in Horn (Niederösterreich) zu dessen Buch „Metamorphosis geometrica proportionum vinculis expedica“ (1690), dem 1713 das Buch: Silloge Epistolarum Mathematicarum folgte.

## Werke
- Propositiones astronomicae, 1662
- Observatio cometae, 1664 (deutsch: „Beobachtungen des Kometen von 1664“)
- Catoptrica illustrata posisionibus mathematica, 1668 (deutsch: „Katoptrik“)
- Methemorphosisch geometrica proportionum vinculis expedita, 1680